# Косичи (Брянская область)
Коси́чи — село в Суражском районе Брянской области России, входит во Влазовичское сельское поселение.

## География
Расположено на реке Иржач при ее впадении в Ипуть, в 7 км к юго-западу от села Влазовичи, в 12 км от города Сураж и в 146 км к западу от Брянска.

## История
Упоминается с первой половины XVIII века (до 1751 года — владение мглинской ратуши, позднее — Гудовичей и других), некоторая часть населения относилась к казачеству и к монастырским крестьянам. До 1781 года село входило в Мглинскую сотню Стародубского полка. Первоначально — деревня.
В период с 1782 по 1921 год в Суражском уезде (с 1861 — в составе Душатинской волости).
В 1871 году была построена церковь Рождества Богородицы (деревянная, закрыта в 1936, не сохранилась).
В 1921—1929 в Клинцовском уезде (Душатинская, с 1927 Суражская волость). В середине XX века — колхозы «3елёный клин», «Красивый берег». С 1919 до 1954 — центр Косичского сельсовета, в 1954—2005 в Андреевском сельсовете. Максимальное число жителей — 1995 человек (1917).

## Население
По состоянию на 01.01.2024, численность населения села Косичи составляет 278 человек, в том числе детей до 7 лет - 8 человек, подростков от 8 до 18 лет - 13 человек, молодежи от 19 до 30 лет - 33 человека, взрослых в возрасте от 31 до 60 лет - 128 человек, пожилых людей возрастом от 60 лет - 80 человек, а долгожителей села Косичи возрастом старше 80 лет - 15 человек.
| 2010 | 2013 |
| ---- | ---- |
| 270  | ↗272 |

## Известные уроженцы
- Агеенко Иван Николаевич — советский и российский военный и общественнй деятель, Герой Российской Федерации[6].

## Культура
Ежегодно 19 августа на Яблочный Спас проходит Праздник села. На праздник собираются жители села и близлежащих деревень, представители районной и местной власти.